# Estany Gran de la Pera
L'estany de la Pera és un estany d'origen glacial situat a l'oest de la Cerdanya, a una altitud de 2347 m. És un estany relativament petit amb 2.4 ha i 6.3 m de profunditat màxima. La seva conca també és petita, d'unes 47 ha, amb el pic de Perafita (2752 m) al nord-oest, com a punt més alt. Una part d'aquest estany, el quadrant nord-oest, ha quedat reblert i s'ha convertit actualment en una mollera.
La vegetació de la conca consisteix principalment en prats acidòfils d'alta muntanya de Festuca airoides i F. yvesii, amb presència de neretars (matollars de Rhododendron ferrugineum) i alguns pins negres (Pinus uncinata) al voltant de l'estany. És dels estanys més significatius pel que fa a vegetació submergida dels Pirineus Orientals. Hi ha ranuncles aquàtics (Ranunculus aquatilis) i esparganis (Sparganium angustifolium) arrelats al fons que arriben a tenir alguns metres de longitud fins a la superfície. També s'hi troben subulària (Subularia aquatica) i isoets, tant Isoetes echinospora com I. lacustris, les dues espècies d'aquest gènere presents als Pirineus. En el fons s'hi desenvolupa la caràcia Nitella, molt comuna en el fons dels estanys pirinencs. Al litoral s'hi troba Carex rostrata. És un estany oligotròfic, tot i que té una concentració de nutrients una mica més elevada que en la majoria, fet que permet el desenvolupament d'una vegetació submergida tan rica. Les espècies vertebrades més destacades d'aquest estany són la truita comuna (Salmo trutta) i la truita irisada (Onkorrynchus mykis) que hi han estat introduïdes per la seva explotació per la pesca i el barb roig (Phoxinus phoxinus). A la zona més soma, ocupada per la mollera, hi viu també la granota roja (Rana temporaria). L'estany i la seva conca es troba protegit dins la zona natural ‘Tossa Plana de Lles – Puigpedrós' de la xarxa Natura 2000.